# Euphoria (Programmiersprache)
Euphoria ist eine Programmiersprache und ein Interpreter, der von Robert Craig für Rapid Deployment Software entwickelt wurde. Die erste Version von Euphoria erschien 1993 für den Atari ST, die aktuelle Version 4.0.5 (Stand 25. Januar 2013) gibt es für Windows, Linux, FreeBSD und MS-DOS. Ab der Version 3.0.0 steht Euphoria unter einer Open-Source-Lizenz.
Das Ziel bei der Entwicklung von Euphoria war es, eine besonders einfach zu erlernende, aber doch mächtige Programmiersprache zu entwickeln, die auch in der Geschwindigkeit mit kompilierten Sprachen mithalten sollte. Dieses Ziel wurde mittlerweile erreicht. Außerdem bietet der Hersteller ein Tool an, mit dem sich Euphoria-Code in die Programmiersprache C übersetzen und anschließend kompilieren lässt. Euphoria wird mit einer einfachen Datenbank geliefert.
Auf der Website befindet sich auch eine von vielen Benutzern beigesteuerte Sammlung von mehr als 1600 Programmen im Quellcode für die verschiedensten Anwendungsbereiche.

## Beispiel
Hier ein Code-Beispiel aus dem Handbuch:
```
 
sequence
 
list
,
 
sorted_list

 
function
 
merge_sort
(
sequence
 
x
)

     
integer
 
n
,
 
mid

     
sequence
 
merged
,
 
a
,
 
b

     
n
 
=
 
length
(
x
)

     
if
 
n
 
=
 
0
 
or
 
n
 
=
 
1
 
then

         
return
 
x
 
--
 
trivial
 
case

     
end
 
if

     
mid
 
=
 
floor
(
n
/
2
)

     
a
 
=
 
merge_sort
(
x
[
1.
.
mid
])
    
--
 
sortiert
 
die
 
erste
 
Hälfte
 
von
 
x

     
b
 
=
 
merge_sort
(
x
[
mid
+
1.
.
n
])
   
--
 
sortiert
 
die
 
zweite
 
Hälfte
 
von
 
x

     
merged
 
=
 
{}

     
while
 
length
(
a
)
 
>
 
0
 
and
 
length
(
b
)
 
>
 
0
 
do

         
if
 
compare
(
a
[
1
],
 
b
[
1
])
 
<
 
0
 
then

             
merged
 
=
 
append
(
merged
,
 
a
[
1
])

             
a
 
=
 
a
[
2.
.
length
(
a
)]

         
else

             
merged
 
=
 
append
(
merged
,
 
b
[
1
])

             
b
 
=
 
b
[
2.
.
length
(
b
)]

         
end
 
if

     
end
 
while

     
return
 
merged
 
&
 
a
 
&
 
b

 
end
 
function

 
procedure
 
print_sorted_list
()

     
list
 
=
 
{
9
,
 
10
,
 
3
,
 
1
,
 
4
,
 
5
,
 
8
,
 
7
,
 
6
,
 
2
}

     
sorted_list
 
=
 
merge_sort
(
list
)

     
?
 
sorted_list

 
end
 
procedure

 
print_sorted_list
()

```

Das Programm gibt daraufhin
```
 
{
1
,
 
2
,
 
3
,
 
4
,
 
5
,
 
6
,
 
7
,
 
8
,
 
9
,
 
10
}

```

aus.
Zentraler Datentyp von Euphoria sind sogenannte Sequenzen (sequences). Hier ein Beispiel:
```
{
2
,
 
3
,
 
5
,
 
7
,
 
11
,
 
13
,
 
17
,
 
19
}

{
1
,
 
2
,
 
{
3
,
 
3
,
 
3
},
 
4
,
 
{
5
,
 
{
6
}}}

{{
"jon"
,
 
"smith"
},
 
52389
,
 
97.25
}

{}

{
x
+
6
,
 
9
,
 
y
*
w
+
2
,
 
sin
(
0.5
)}

```

Sequenzen lassen sich beliebig ineinander verschachteln. Dadurch lassen sich beispielsweise Bäume sehr einfach darstellen.